# Groupama Team France
Pour les articles homonymes, voir Groupama.
Groupama Team France est un syndicat français participant à la Coupe de l'America. Fondé en 2013 pour tenter de remporter la 35e édition de la Coupe de l’America,  le syndicat français participe pour la première fois à la Coupe de l'America en disputant à Oman sa première course lors des Louis Vuitton America’s Cup World Series.

## Historique
En 2013, Groupama annonce la création de Groupama Team France, en lice pour tenter de remporter la 35e édition de la Coupe de l’America. Elle signe sa première victoire dans les Louis Vuitton America’s Cup World Series lors de la dernière course disputée à Oman en février 2016.